# Carlo Massullo
Carlo Massullo (né le 13 août 1957 à Rome) est un pentathlonien italien.

## Palmarès
| Discipline/Année                         | 1981 | 1982 | 1983 | 1984 | 1985 | 1986 | 1987 | 1988 | 1989 | 1990 | 1991 | 1992 |
| ---------------------------------------- | ---- | ---- | ---- | ---- | ---- | ---- | ---- | ---- | ---- | ---- | ---- | ---- |
| Jeux olympiques Individuel               | -    | -    | -    | 3e   | -    | -    | -    | 2e   | -    | -    | -    | -    |
| Jeux olympiques Equipes                  | -    | -    | -    | 1e   | -    | -    | -    | 2e   | -    | -    | -    | 3e   |
| Championnats du monde seniors Individuel | -    | -    | -    | -    | -    | 1er  | -    | -    | -    | -    | -    | -    |
| Championnats du monde seniors Équipe     | 3er  | -    | -    | -    | 3er  | 1er  | -    | -    | -    | -    | -    | -    |
| Championnats du monde seniors Relais     | -    | -    | -    | -    | -    | -    | -    | -    | -    | -    | -    | -    |
| Coupe du monde seniors Individuel        | -    | -    | -    | -    | -    | -    | -    | -    | -    | -    | -    | -    |
| Championnats d'Europe seniors Individuel | -    | -    | -    | -    | -    | -    | -    | -    | -    | -    | -    | -    |
| Championnats d'Europe seniors Équipe     | -    | -    | -    | -    | -    | -    | -    | -    | -    | -    | -    | -    |
| Championnats d'Europe seniors Relais     | -    | -    | -    | -    | -    | -    | -    | -    | -    | -    | -    | -    |

Ce palmarès n'est pas complet